# Gjánúpstindur
Gjánúpstindur är en bergstopp i republiken Island. Den ligger i regionen Austurland, 300 km öster om huvudstaden Reykjavík. Toppen på Gjánúpstindur är 1 139 meter över havet.
Trakten runt Gjánúpstindur är nära nog obefolkad, med mindre än två invånare per kvadratkilometer. Det finns inga samhällen i närheten. Trakten runt Gjánúpstindur består i huvudsak av gräsmarker.